# Cupar (circonscription du Parlement d'Écosse)
Cupar dans le Fife était un burgh royal qui a envoyé un Commissaire au Parlement d'Écosse et à la Convention des États.
Après les Actes d'Union de 1707, Cupar, Dundee, Forfar, Perth et St Andrews ont formé le district de Perth, envoyant un membre à la Chambre des communes de Grande-Bretagne. 

## Liste des commissaires de burgh
- 1661: George Turnbull, baili (mort 1662) [1]
- 1662–63: Andrew Paterson [1]
- 1665 convention, 1667 convention: Andrew Paterson de Kilmeny [2]
- 1669–72: John Barclay, dean of guild[3]
- 1678 convention: George Manson, baili [4]
- 1681–82: Patrick Mortimer, baili [5]
- 1685–86: Andre Glasford, baili [6]
- 1689 convention, 1689–90: Robert Melville de Carskeirdoe (mort c. 1690) [7]
- 1693–1702: Sir Archibald Muir de Thorntown [7]
- 1702–07: Patrick Bruce de Banzion [8]